# فرغانه‌سر
فَرغانه‌سَر (انگلیسی: Ferganocephale) یک سرده از دایناسورهای نوپرنده‌کفل است. این سرده مربوط به ژوراسیک میانی در قرقیزستان است. گونه نمونه و تنها گونه این سرده، فرغانه‌سر بی‌اره‌دندان (F. adenticulatum) است که در ولایت فرغانه قرقیزستان پیدا شده است.
فرغانه‌سر پیش از این در زمره ستبرسرخزندگان دسته‌بندی شده بود.